# Bobbi Sue Luther
Bobbi Sue Luther (Annapolis, Maryland, 27 de agosto de 1978) es una actriz, modelo y productora de cine estadounidense.

## Carrera
Luther nació en Annapolis, Maryland. Interpretó a una esclava de la raza  orion en un episodio de Star Trek: Enterprise, así como a una lectora de noticias en Deuce Bigalow: European Gigolo. En marzo de 2007, Luther fue nombrada la nueva imagen de la marca de cerveza St. Pauli Girl. Apareció en el sexto episodio de la quinta temporada titulado "The Smoking Jacket" de Curb Your Enthusiasm como una chica Playboy y apareció en un episodio de la serie de ciencia ficción Terminator: The Sarah Connor Chronicles.

### Vida personal
Luther, en sociedad con Jennifer Reuting, cofundó Cuties for Canines, Inc., una fundación sin ánimo de lucro que rescata a los perros de los refugios de animales y los ubica en nuevos hogares.

## Filmografía
- Aftermath (2014)
- Crazy Kind of Love (2013)
- Judy Moody and the Not Bummer Summer (2011)
- Night of the Demons (2010)
- Made in Romania (2010)
- Laid to Rest (2009)
- The Slammin' Salmon (2009)
- Extreme Movie (2008)
- Terminator: The Sarah Connor Chronicles (2008) - 1 episodio
- Killer Pad (2008)
- The Poughkeepsie Tapes (2007)
- Gameface (2007)
- Curb Your Enthusiasm (2005) - 1 episodio
- Deuce Bigalow: European Gigolo (2005)
- Come as You Are (2005)
- Star Trek: Enterprise (2004) - 1 episodio
- Boy-Next-Door (2004)
- The Dana & Julia Show (2004)
- Dude... We're Going to Rio (2003)